# Crimiso
Crimiso, na Mitologia Greco-Romana, é um Deus fluvial da Sicília. Uniu-se à troiana Egesta (ou Segesta) e dessa união nasceu Acestes.